# Salmensaari (ö i Södra Savolax)
Salmensaari är en halvö i Finland. Den ligger i sjön Korpijärvi och i kommunen Mäntyharju i den ekonomiska regionen  S:t Michel och landskapet Södra Savolax, i den södra delen av landet, 170 km nordost om huvudstaden Helsingfors.